# Salto con gli sci ai II Giochi olimpici invernali
Nel salto con gli sci ai II Giochi olimpici invernali fu disputata una sola gara, il 14 febbraio, riservata agli atleti di sesso maschile. Le medaglie assegnate furono ritenute valide anche ai fini dei Campionati mondiali di sci nordico 1928.

## Risultati
Sull'Olympiaschanze gareggiariono 38 atleti di 13 diverse nazionalità, che effettuarono due salti con valutazione della distanza e dello stile. A prevalere furono i norvegesi Alf Andersen e Sigmund Ruud; terzo si classificò il cecoslovacco Rudolf Burkert. Dopo il primo salto la terza piazza era occupata dal campione olimpico uscente, il norvegese Jacob Tullin Thams; tra le due prove però s'inserì una vibrante protesta degli atleti scandinavi contro le condizioni del trampolino, che giudicarono insicuro a causa del ghiaccio. Dopo un ritardo di quaranta minuti la seconda prova prese comunque il via; Thams, furioso, anziché effettuare un salto di sicurezza che gli avrebbe garantito la medaglia scelse di dimostrare il proprio coraggio agli atleti svizzeri, che l'avevano accusato di codardia: in effetti conseguì la massima misura della gara, 73 m, ma al prezzo di un cattivo atterraggio che lo penalizzò fortemente nel punteggio, facendolo retrocedere al ventottesimo posto finale.

### Prova di salto
| Pos.    | Atleta                      | Nazione        | Salti  | Salti  | Punteggi giudici  | Punteggi giudici    | Punteggi giudici    | TOTALE |
| Pos.    | Atleta                      | Nazione        | 1      | 2      | Svezia (bandiera) | Germania (bandiera) | Svizzera (bandiera) | TOTALE |
| ------- | --------------------------- | -------------- | ------ | ------ | ----------------- | ------------------- | ------------------- | ------ |
| Oro     | Alf Andersen                | Norvegia       | 60,0   | 64,0   | 19,250            | 19,375              | 19,000              | 19,208 |
| Argento | Sigmund Ruud                | Norvegia       | 57,5   | 62,5   | 18,125            | 18,875              | 18,625              | 18,542 |
| Bronzo  | Rudolf Burkert              | Cecoslovacchia | 57,0   | 59,5   | 17,562            | 18,312              | 17,937              | 17,937 |
| 4       | Axel-Herman Nilsson         | Svezia         | 53,5   | 60,0   | 16,937            | 16,937              | 16,937              | 16,937 |
| 5       | Sven-Olof Lundgren          | Svezia         | 48,0   | 59,0   | 16,750            | 16,875              | 16,500              | 16,708 |
| 6       | Rolf Monsen                 | Stati Uniti    | 53,0   | 59,5   | 16,437            | 16,937              | 16,687              | 16,687 |
| 7       | Sepp Mühlbauer              | Svizzera       | 52,0   | 58,0   | 16,500            | 16,375              | 16,750              | 16,541 |
| 8       | Ernst Feuz                  | Svizzera       | 52,5   | 58,5   | 16,500            | 16,250              | 16,625              | 16,458 |
| 9       | Martin Neuner               | Germania       | 50,0   | 57,0   | 16,500            | 16,375              | 16,000              | 16,291 |
| 10      | Bertil Carlsson             | Svezia         | 51,5   | 61,0   | 16,062            | 16,437              | 16,062              | 16,187 |
| 11      | Erich Recknagel             | Germania       | 48,5   | 62,0   | 15,812            | 15,687              | 16,562              | 16,020 |
| 12      | Paavo Nuotio                | Finlandia      | 50,0   | 56,0   | 15,625            | 15,750              | 16,125              | 15,833 |
| 13      | Vitale Venzi                | Italia         | 50,0   | 59,0   | 15,750            | 15,375              | 16,125              | 15,750 |
| 14      | Charles Proctor             | Stati Uniti    | 49,0   | 56,0   | 15,125            | 16,125              | 15,500              | 15,583 |
| 15      | Willy Möhwald               | Cecoslovacchia | 46,0   | 59,0   | 15,250            | 15,750              | 15,500              | 15,500 |
| 15      | Gerald Dupuis               | Canada         | 49,0   | 57,0   | 15,375            | 15,500              | 15,625              | 15,500 |
| 17      | Franz Thannheimer           | Germania       | 46,5   | 55,5   | 15,250            | 15,375              | 15,375              | 15,333 |
| 18      | Anders Haugen               | Stati Uniti    | 51,0   | 53,0   | 14,875            | 15,500              | 15,500              | 15,291 |
| 19      | Alois Kratzer               | Germania       | 49,5   | 54,0   | 14,437            | 14,687              | 15,437              | 14,853 |
| 20      | Josef Bím                   | Cecoslovacchia | 49,5   | 51,0   | 14,687            | 14,812              | 14,687              | 14,728 |
| 21      | Karl Wondrak                | Cecoslovacchia | 48,5   | 49,0   | 14,312            | 14,687              | 14,437              | 14,478 |
| 22      | Esko Järvinen               | Finlandia      | 45,0   | 47,5   | 13,937            | 14,437              | 13,562              | 13,978 |
| 23      | Stanisław Gąsienica Sieczka | Polonia        | 41,0   | 58,0   | 14,000            | 13,375              | 14,375              | 13,917 |
| 24      | Klébert Balmat              | Francia        | 47,0   | 54,0   | 13,375            | 14,750              | 13,375              | 13,833 |
| 25      | Aleksander Rozmus           | Polonia        | 41,0   | 53,0   | 12,875            | 13,375              | 13,250              | 13,166 |
| 26      | Martial Payot               | Francia        | 40,5   | 47,0   | 12,562            | 13,062              | 12,437              | 12,678 |
| 27      | Andrzej Krzeptowski         | Polonia        | 41,5   | 46,5   | 12,437            | 12,937              | 12,437              | 12,604 |
| 28      | Jacob Tullin Thams          | Norvegia       | 56,5   | 73,0   | 11,187            | 13,687              | 12,812              | 12,562 |
| 29      | Harald Bosio                | Austria        | 36,5   | 52,0   | 12,312            | 11,812              | 12,062              | 12,062 |
| 30      | Gérard Vuilleumier          | Svizzera       | 57,5   | 62,0 C | 11,687            | 11,562              | 12,812              | 12,020 |
| 31      | Sven Eriksson               | Svezia         | 52,0   | 62,5   | 11,125            | 12,000              | 11,375              | 11,500 |
| 32      | Bruno Trojani               | Svizzera       | 48,5   | 63,0 C | 9,562             | 11,385              | 11,437              | 10,782 |
| 33      | Luigi Bernasconi            | Italia         | 46,5   | 59,0 C | 10,312            | 10,312              | 9,437               | 10,020 |
| 34      | Luciano Zampatti            | Italia         | 48,0 C | 49,5   | 10,687            | 8,187               | 10,187              | 9,687  |
| 35      | Joseph Maffioli             | Francia        | 35,0   | 40,0   | 8,125             | 7,875               | 8,375               | 8,125  |
| 36      | Hans Kleppen                | Norvegia       | 56,5 C | 64,5 C | 4,500             | 7,500               | 7,500               | 6,500  |
| 37      | Bronisław Czech             | Polonia        | 56,5 C | 62,5 C | 5,000             | 7,000               | 7,000               | 6,333  |
| 38      | Motohiko Ban                | Giappone       | 34,0 C | 39,0   | 4,000             | 3,750               | 4,250               | 4,000  |

## Medagliere
| Posizione | Paese          |   |   |   | Totale |
| --------- | -------------- | - | - | - | ------ |
| 1         | Norvegia       | 1 | 1 | 0 | 2      |
| 2         | Cecoslovacchia | 0 | 0 | 1 | 1      |
| Totale    | Totale         | 1 | 1 | 1 | 3      |